# Interferon γ

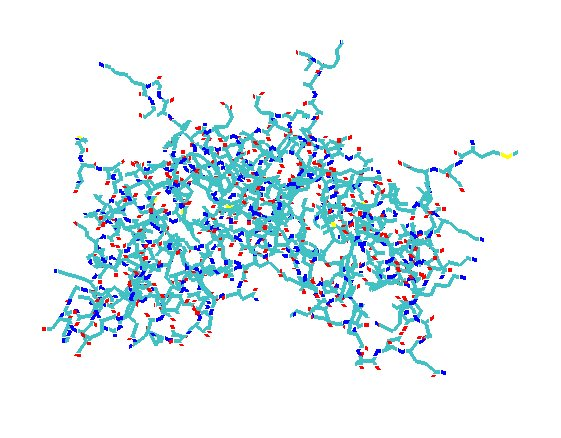
Interferon γ - struktura

Interferon gamma (IFNγ) je dimerní rozpustný cytokin, který je jediným zástupcem interferonů druhé třídy. Tento interferon byl poprvé popsán jako "imunitní interferon", který vzniká při stimulaci bílých krvinek (zejména lymfocytů) fytohemaglutininem či jinými antigeny (např. tuberkulinem); takto získané supernatanty inhibovaly růst viru vezikulární stomatitidy.

## Funkce
IFNγ má zásadní význam pro přirozenou i získanou imunitu proti virovým, bakteriálním či protozoálním infekcím. Jedná se o důležitý aktivátor makrofágů a také o stimulant exprese MHCI. Nedostatečná či nadměrná tvorba IFNγ vede k celé řadě zánětlivých a autoimunitních onemocnění. Význam IFNγ spočítá v jeho schopnosti přímo inhibovat virovou replikaci a také celkově modulovat a stimulovat imunitní systém. Je produkován převážně NK buňkami a NK T-lymfocyty v rámci vrozené části imunitního systému, a dále CD4 Th-1 lymfocyty a CD8 cytotoxickými T-lymfocyty.

## Aktivace
Buněčná odpověď je spuštěna vazbou IFNg na receptor pro IFNg1 (IFNGR1) a receptor pro IFNg2 (IFNGR2). IFNg aktivuje signální dráhu JAK/STAT. Po vazbě ligandu na receptor dochází k aktivaci asociovaných kináz JAK, které fosforylují tyyrosinové zbytky na receptoru. Na fosforylované tyrosiny se poté vážou proteiny STAT a jsou taktéž fosforylovány. Po fosforylaci tvoří homo a heterodimery a dochází k jejich translokaci do jádra, kde působí jako transkripční faktory.